# Calliditas Therapeutics
Calliditas Therapeutics AB är ett svenskt, tidigare börsnoterat, läkemedelsföretag, som utvecklar läkemedel för njur- och leversjukdomar, bland andra ett specialistläkemedel mot njursviktsjukdomen IgA-nefrit (Bergers sjukdom), som baseras på budesonid. 
Calliditas Therapeutics noterades på Stockholmsbörsen 2018 och på Nasdaq New York-börsen 2020.
Calliditas Therapeutics är sedan 2020 majoritetsägare i det börsnoterade Genèvebaserade läkemedelsföretaget Genkyotex SA.
Bolagets budesonidpreparat, i USA marknadsfört som Tarpeyo, mottog den 20 december 2023 ett fullständigt godkännande för behandling av IgA-nefrit med risk för sjukdomsprogress av det amerikanska läkemedelsverket FDA.
Calliditas Therapeutics avnoterades från Stockholmsbörsen med sista handelsdag den 10 oktober 2024.